# Código de Comercio de Honduras de 1899
El Código de Comercio de Honduras de 1899 fue emitido el 15 de septiembre de 1898, se publicó en el diario oficial el 31 de diciembre siguiente y empezó a regir el 1 de enero de 1899. Se inspiró en el Derecho mercantil francés y reemplazó al Código de Comercio de Honduras de 1880. Era de carácter predominantemente objetivo.

## Contenido del Código
Constaba de un título preliminar referido principalmente a los actos de comercio (compraventa, permuta etc.) y de cuatro libros:
Los siguientes:
- El libro I se refería a la figura del comerciante y la contabilidad mercantil.
- El libro II regulaba los contratos y obligaciones mercantiles.
- El libro III trataba del comercio marítimo.
- El libro IV contenía la normativa sobre suspensiones de pago, quiebra y prescripción.

El Código de 1899 estuvo vigente hasta la emisión del Código de Comercio de Honduras de 1940.